# Bigathur, Alur
Bigathur là một làng thuộc tehsil Alur, huyện Hassan, bang Karnataka, Ấn Độ.